# Hendrik van Heuckelum
Hendrik van Heuckelum (Haia, 6 de maio de 1879 - 28 de abril de 1929) foi um futebolista holandes que representou a Bélgica nas Olimpíadas de 1900, medalhista olímpico.
Hendrik van Heuckelum competiu nos Jogos Olímpicos de Verão de 1900 em Paris. Ele ganhou a medalha de bronze como membro do Université de Bruxelles, que representou a Bélgica nos Jogos.